# Hochschule Fresenius

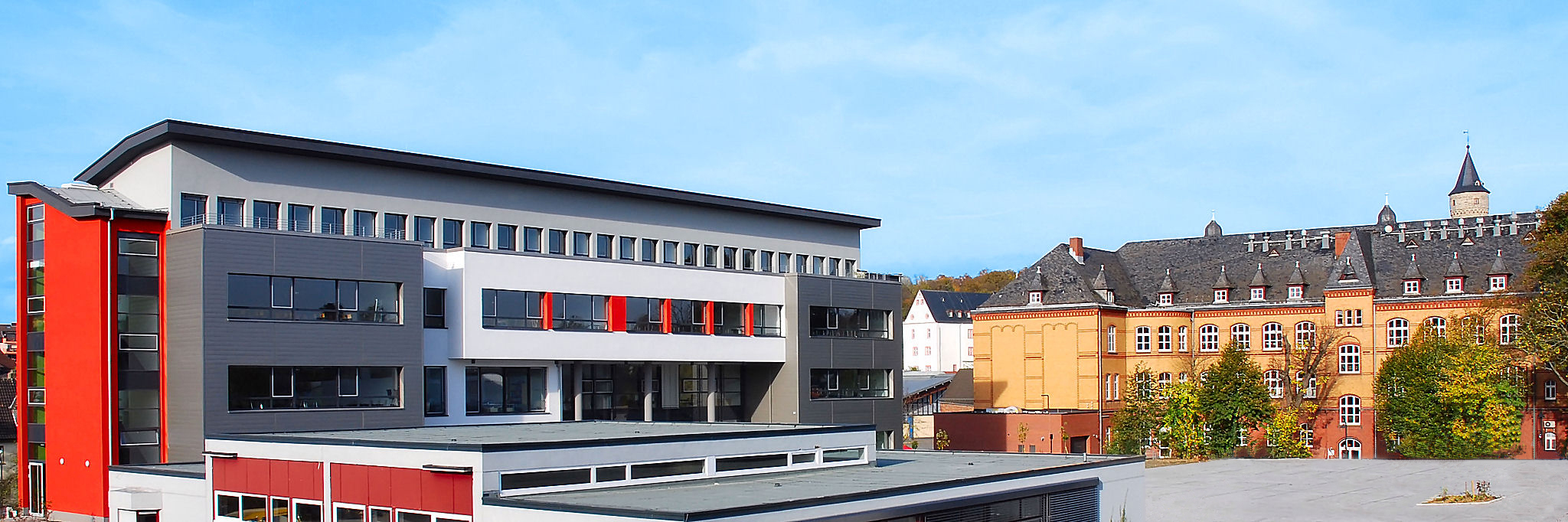
Standort Idstein, 2010

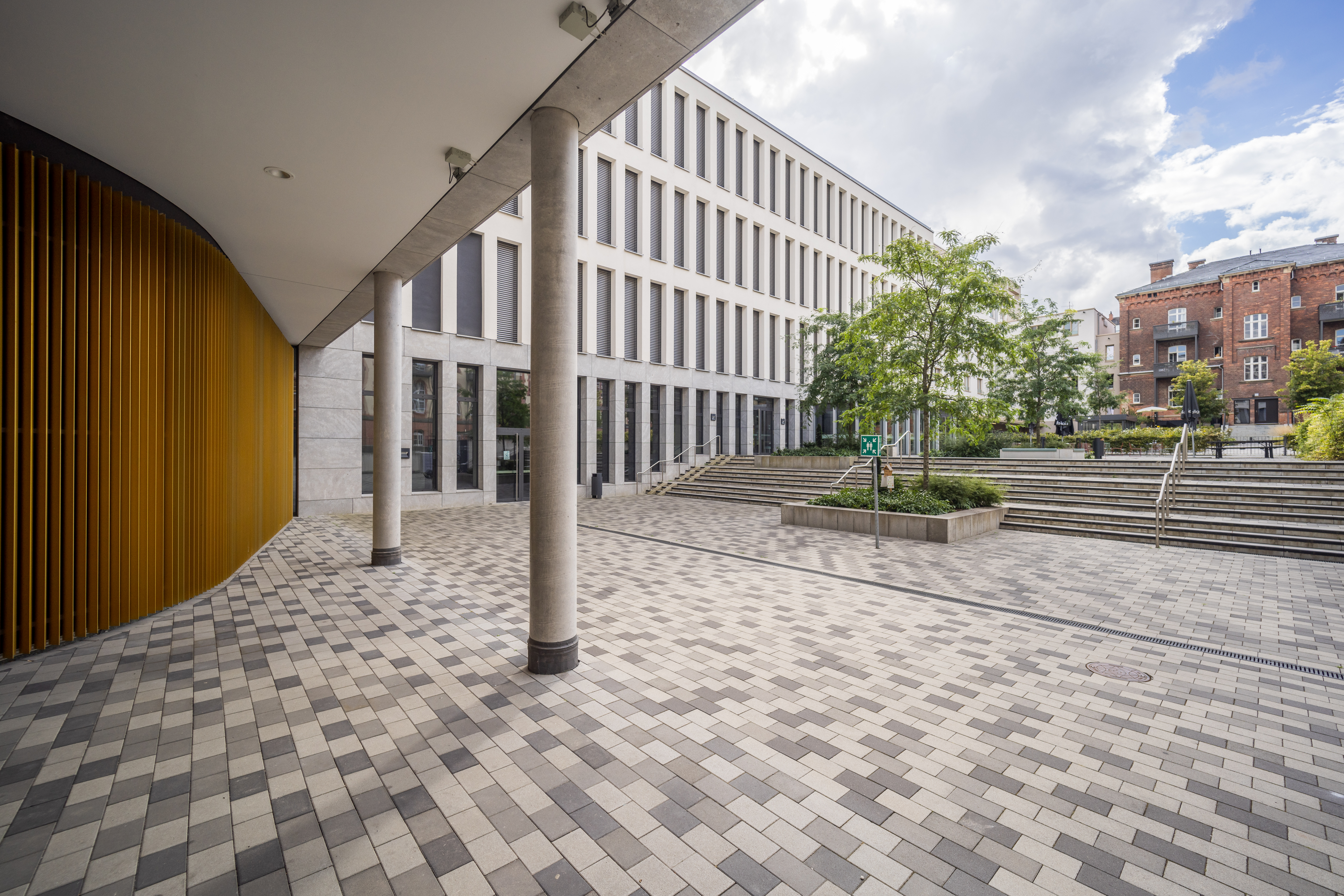
Standort Wiesbaden, 2024

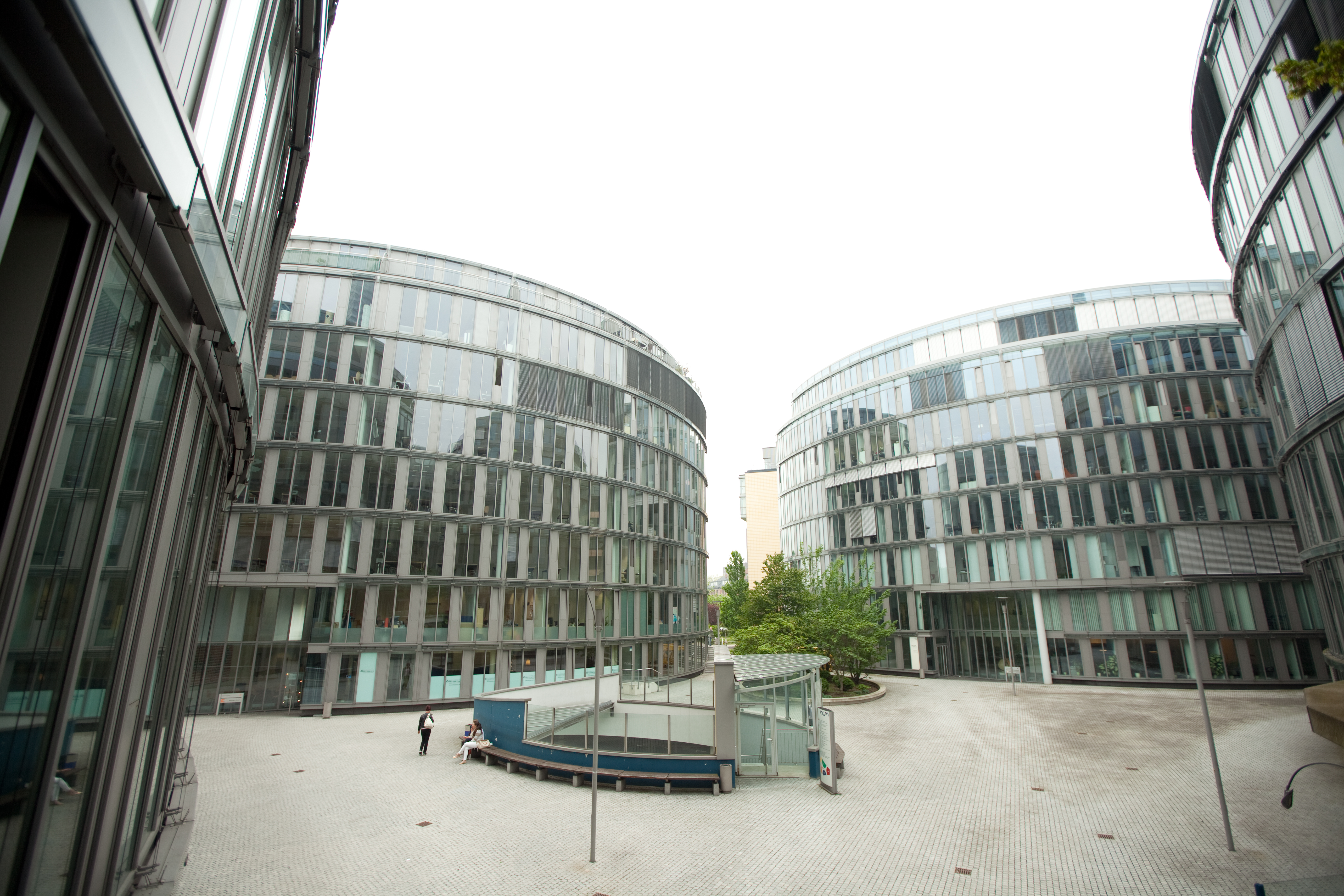
Standort Köln

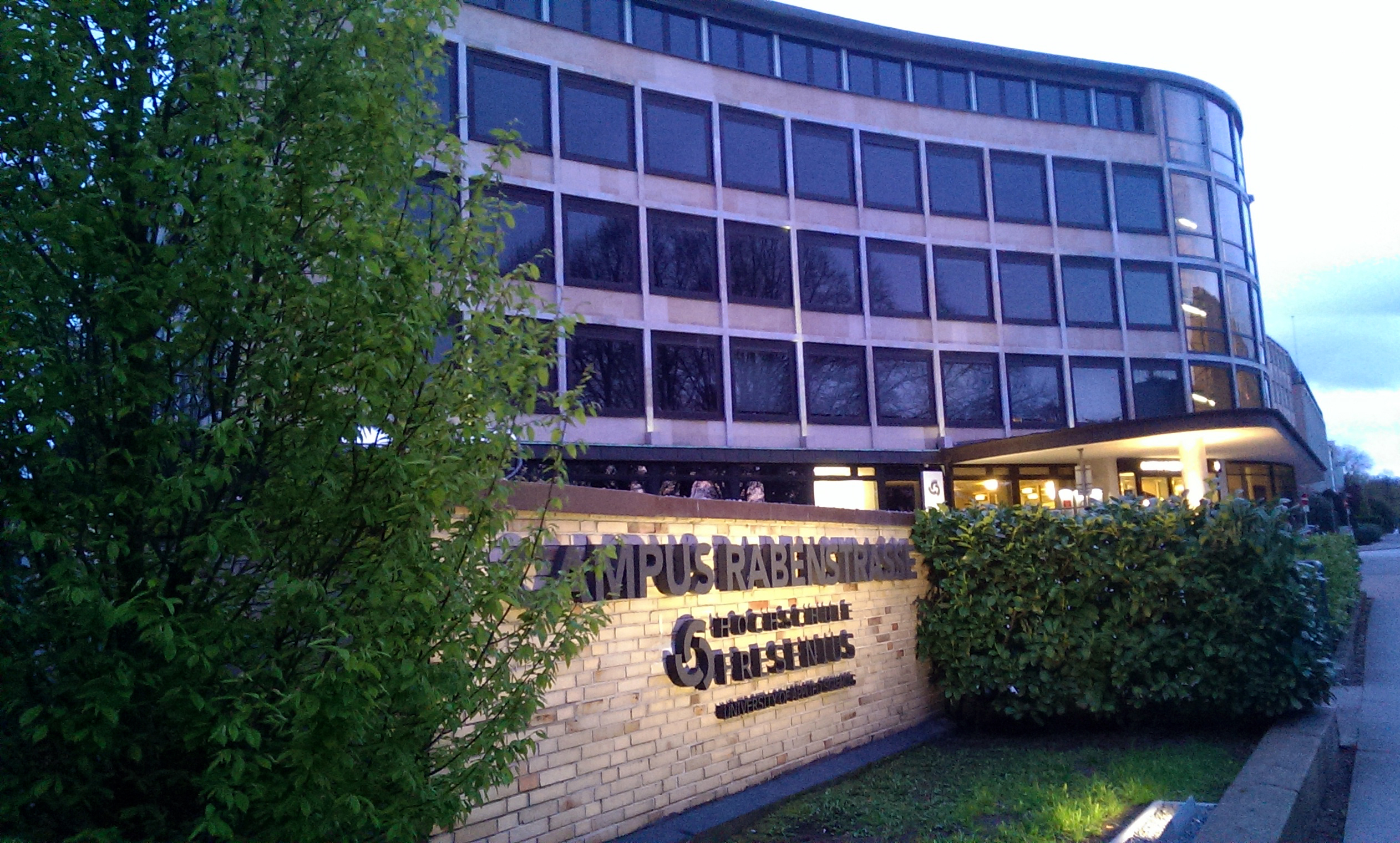
Standort Hamburg

Die Hochschule Fresenius ist eine private, staatlich anerkannte und vom Wissenschaftsrat akkreditierte Hochschule für Angewandte Wissenschaften. Sie ist in fünf Fachbereiche unterteilt: Wirtschaft & Medien, Gesundheit & Soziales, Chemie & Biologie, Design und Onlineplus. Trägerin ist die Hochschule Fresenius gGmbH, eine Tochtergesellschaft der Carl Remigius Fresenius Education AG.

## Geschichte
Die Hochschule geht auf das im Jahr 1848 von Carl Remigius Fresenius gegründete Chemische Laboratorium Fresenius und die dazugehörende Laborschule zurück. 1931 erhielt die Chemieschule Fresenius die staatliche Anerkennung für die Ausbildung von Chemietechnikern. 1962 wurden Chemieschule und Forschungslabor getrennt und die Chemotechniker-Ausbildung um ein Ingenieurstudium ergänzt. Drei Jahre später wurde die Chemieschule zur Ingenieurschule aufgewertet. 1971 erfolgte die staatliche Anerkennung als Fachhochschule Fresenius mit dem Studiengang Chemieingenieurwesen.
Im Jahr 1995 zog die Hochschule von Wiesbaden nach Idstein um. 1997 erfolgte die Übernahme der Berufsfachschule für Logopädie in Darmstadt, deren Sitz seit 2010 in Frankfurt am Main ist. Neben dem ursprünglich einzigen Fachbereich Chemie traten 1998 die Fachbereiche Wirtschaft & Medien sowie Gesundheit & Soziales hinzu. Die Hochschule wurde in Europa Fachhochschule Fresenius umbenannt. 2003 wurde der Standort Köln gegründet, 2004 der Standort Zwickau (der 2016 geschlossen wurde), 2008 die Standorte Hamburg und München. 2008 erfolgte die Umbenennung in Hochschule Fresenius.
2012 wurde ein Standort in Düsseldorf eröffnet. Im selben Jahr wurden die Fachbereiche umstrukturiert und die School- und Academy-Modelle eingeführt. Die Studiengänge sind seither verschiedenen Schools zugeordnet.
2013 wurde das Angebot im Fachbereich Wirtschaft & Medien um eine School und eine Academy ergänzt: Als internationaler Hochschulzweig bieten die International Business School in Köln und Berlin rein englischsprachige Studienprogramme an. Mit der Business Academy Fresenius (BAF) wurde in Köln im Jahr 2013 ein spezieller Ausbildungsbereich eingerichtet, dessen Bildungsprogramme darauf abzielen, die Übergänge von Beruf und Studium fließend zu gestalten. Seit 2014/15 ist der Fachbereich Wirtschaft & Medien der Hochschule Fresenius mit einem Studienzentrum in Berlin vertreten.
2016 wurde in New York City ein Studienzentrum eröffnet. Seit 2016 bietet die Hochschule am neu gegründeten Fachbereich Onlineplus erstmals auch Fernstudiengänge wie die Bachelor-Studiengänge Betriebswirtschaftslehre, Wirtschaftspsychologie, Medien- und Kommunikationsmanagement und Management im Gesundheitswesen sowie die Master-Studiengänge Medien- und Kommunikationsmanagement sowie Management im Gesundheitswesen an. Die Carl Remigius Medical School wurde 2016 ausgegründet, blieb aber hochschulrechtlich ein Teil der medizinischen Fakultät der Hochschule. Der fünfte Fachbereich der Hochschule bündelt die Fernstudiengänge in einem Online-Studienkonzept. Die Eröffnung des Standortes Wiesbaden fand im März 2019 statt.

## Akkreditierung und Zertifizierungen
Die Hochschule Fresenius ist durch das Hessische Ministerium für Wissenschaft und Kunst staatlich anerkannt. Den Studiengängen an allen Standorten liegt das Hessische Hochschulgesetz zugrunde. Die Hochschule unterzieht sich einer regelmäßigen Überprüfung der gesamten Institution durch den Wissenschaftsrat. Die Hochschule Fresenius wird jährlich in puncto Qualitätsmanagement und Organisationsentwicklung durch die Zertifizierungsorganisation CERTQUA geprüft und zertifiziert.

## Standorte
Die Hochschule unterhält Standorte, die unterschiedliche Voll- und Teilzeitstudiengänge (Bachelor und Master) sowie Ausbildungen und Weiterbildungen anbieten:
- Berlin: Wirtschaft & Medien, Design
- Braunschweig: Gesundheit & Soziales
- Idstein: Chemie & Biologie, Gesundheit & Soziales
- Köln: Wirtschaft & Medien, Gesundheit & Soziales, Design
- Hamburg: Wirtschaft & Medien, Gesundheit & Soziales, Design
- München: Wirtschaft & Medien, Gesundheit & Soziales, Design
- Düsseldorf: Wirtschaft & Medien, Design
- Frankfurt am Main: Wirtschaft & Medien, Gesundheit & Soziales
- Heidelberg: Wirtschaft & Medien, Gesundheit & Soziales
- Wiesbaden: Wirtschaft & Medien, Design
- New York City: Wirtschaft & Medien

## Kooperationen
Europa
- Leipzig: Handelshochschule Leipzig[6]

Asien
- Shanghai: Sydney Institute of Language and Commerce, Shanghai-Universität[7]

Amerika
- New York: Berkeley College und Pace University[7]
- Tempe/Phoenix: Arizona State University[8]